# Xanthophenax rufus
Xanthophenax rufus là một loài tò vò trong họ Ichneumonidae.